# Mistah F.A.B.
Stanley P. Cox, znany lepiej jako Mistah F.A.B. (ur. 23 stycznia 1982 roku) – amerykański raper pochodzący z Oakland w stanie Kalifornia.

## Konflikty
W 2007 Mistah F.A.B. był bohaterem głośnego beefu z Royce’em da 5’9”. Rywalizacja zaczęła się od walki freestyle'owej pod patronatem amerykańskiego portalu AllHipHop. Bitwę wygrał Mistah F.A.B. Parę dni po wydarzeniu do sieci trafiło nagranie Blue Magic Freestyle Royce’a, w którym zaatakował Fabby'ego. W rewanżu powstał utwór pt. Royce da 5’9” Diss. Następnie jeszcze powstały utwory Who Got Bodied? oraz C.I.A. Raperzy zakończyli beef po rozmowie telefonicznej z obawy przed eskalacją konfliktu.
W 2008 roku Fabby zdissował innego rapera, Big Vona w utworze The Bridge Is Over.

## Dyskografia
- 2003: Nig-Latin
- 2005: Son of a Pimp
- 2007: Da Baydestrian
- 2008: Da Yellow Bus Rydah